# جونغ وو (ممثل)
جونغ وو (هانغل: 정우) هو ممثل كوري جنوبي، ولد في 14 يناير 1981 في بوسان في كوريا الجنوبية.

## أعماله
- الحب السيء
- أجبني 1994
- المدرب العقلي جي غال جيل[4]
- عائلة نموذجية[5]
- الاخوة المعجزة[6]

## وصلات خارجية
- جونغ وو على موقع IMDb (الإنجليزية)
- جونغ وو على موقع ميوزك برينز (الإنجليزية)
- جونغ وو على موقع قاعدة بيانات الفيلم (الإنجليزية)